# Caroline Herschelbrug
Caroline Herschelbrug (brug 115) is een vaste brug in Amsterdam-Oost.
Deze voetgangersbrug verbindt de Celebesstraat met de Ooster Ringdijk en overspant daarbij de ringvaart van de Watergraafsmeer. Daar kwam in 1927 een brug met een begroting van 5500 gulden. De brug werd destijds ontworpen door Piet Kramer van de Dienst der Publieke Werken
In 1926 had de gemeente geoordeeld dat een (tijdelijke) voetbrug (met aansluitende weg naar Watergraafsmeer) in het verlengde van de Molukkenstraat niet wenselijk was, omdat zo een weg zou gaan dienen als verkeersstraat en dan toch later een bredere brug zou vereisen.
Er kwam dan ook pas in 1936 een brug van de Molukkenstraat over de Ringvaart, brug 190 (sinds 2011 de Hartmanbrug genoemd). Ook was een argument, dat de bewoners van de Celebesstraat een grote omweg zouden moeten nemen om in de Watergraafsmeer te geraken, als er (alleen) een brug zou komen bij de Molukkenstraat. 
De brug 115 werd in 1951 vernieuwd en opnieuw in 1975/1976. Die laatste versie, waarbij het brugdek werd vervangen (brugpijlers bleven staan), werd ontworpen door Dirk Sterenberg, een van Piet Kramers opvolgers bij de Dienst der Publieke Werken. De brug heeft de voor Amsterdamse bruggen afwijkende kleuren roodbruin en geel. De brug wordt gedragen door een houten paalfundering met daarop betonnen brugpijlers en jukken, waarop betonplaten liggen. 
Brugnummer 115 was eerder in gebruik geweest; de brug met dat nummer lag over de Rozengracht ter hoogte van de Tweede Rozendwarsstraat. De gracht werd rond 1890 gedempt en de brug verdween behalve van de kaart ook uit de administratie. 
De brug kreeg in december 2023 haar naam Caroline Herschelbrug, een vernoeming naar wetenschapper en zangeres Caroline Herschel. Ten zuidwesten van de brug ligt het Science Park.

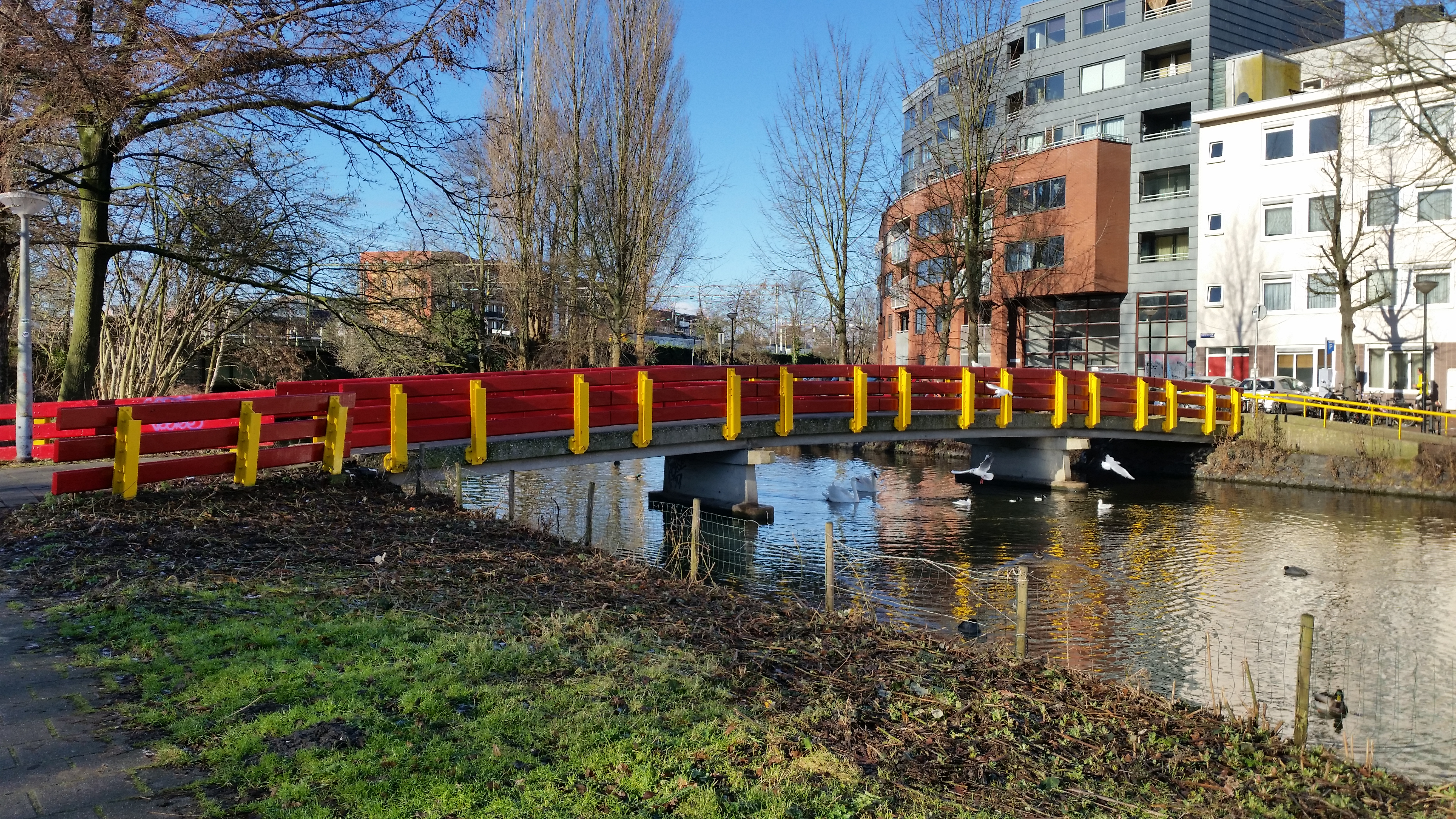
Brug 115 (februari 2019)

<<< · 100 · 101 · 102 · 103 ·  105 · 106 · 107 · 108 · 109 ·  110 · 111 · 112 · 113 · 114 · 115 · 116 · 117 · 118 · 119 · 120 · 121 · 122 · 123 · 124 · 125 · 126 · 127 · 128 · 129 · 130 · 131 · 132 · 135 · 136 · 137 · 138 · 139 · 140 · 141 · 142 · 143 · 144 · 145 · 146 · 147 · 148 · 149 ·  150 · 151 · 152 · 155 · 156 · 159 · 160 · 161 · 162 · 163 · 164 · 165 · 166 · 167 · 168 · 169 ·  170 · 171 · 172 · 173 · 174 · 175 · 176 · 177 · 178 · 179 · 180 · 181 · 182 · 183 · 184 · 185 · 186 · 187 · 189 · 190 · 191 · 192 · 193 · 194 · 195 · 196 · 198 · 199 · >>>
Brugnummers 104, 133, 134, 153, 154, 157, 158, 188 en 197 zijn niet (meer) in gebruik.